# 阴风鬼影
《阴风鬼影》（英語：Wind Chill）是一部2007年的超自然恐怖電影，由格里高利·雅各布斯执导，艾美莉·賓特和阿什頓·霍爾莫斯主演。该影片由英国制片公司蓝图图片制作，佐治·古尼和史蒂文·索德伯格的合资公司第八节制作为该电影提供资金支持。该影片于2007年4月在美国限量发行，2007年8月在英国和爱尔兰发行，但在大多数其他市场则直接发行。